# ربات بندبند

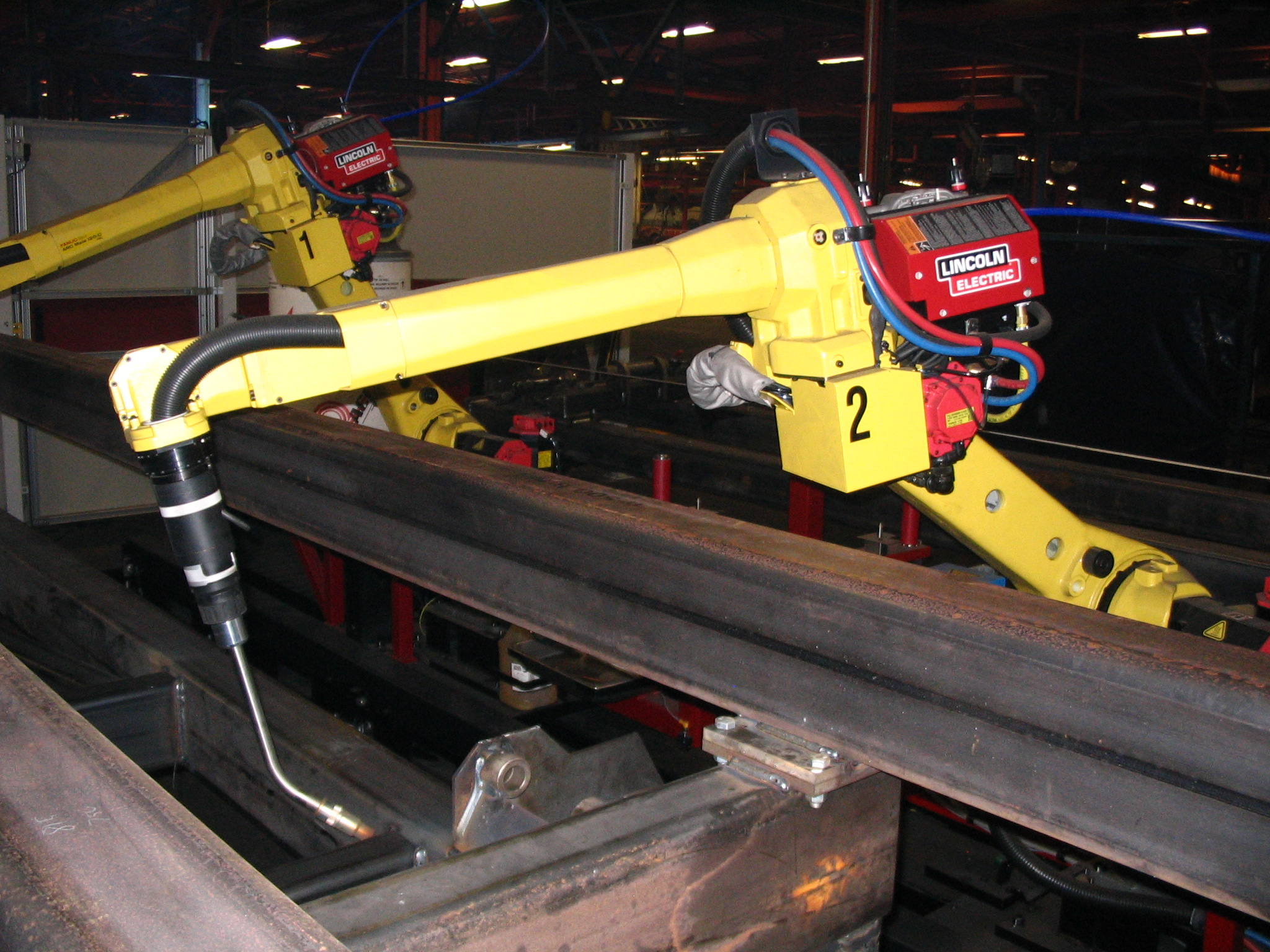
یک ربات جوشکار ۶-مفصل بندبند

ربات بندبند (به انگلیسی Articulated robot) یک ربات با مفاصل چرخان (به عنوان مثال یک ربات صنعتی) است. ربات‌های بندبند دارای ساختارهای ۲ مفصل تا ۱۰ مفصل و بیشتر هستند و به وسیلهٔ ابزارهای مختلفی از جمله موتور الکتریکی به حرکت در می‌آیند.
برخی از انواع روبات‌ها مانند سلاح‌های رباتیک می‌توانند بندبند یا غیر-بندبند باشند.

## ربات‌های بندبند در عمل

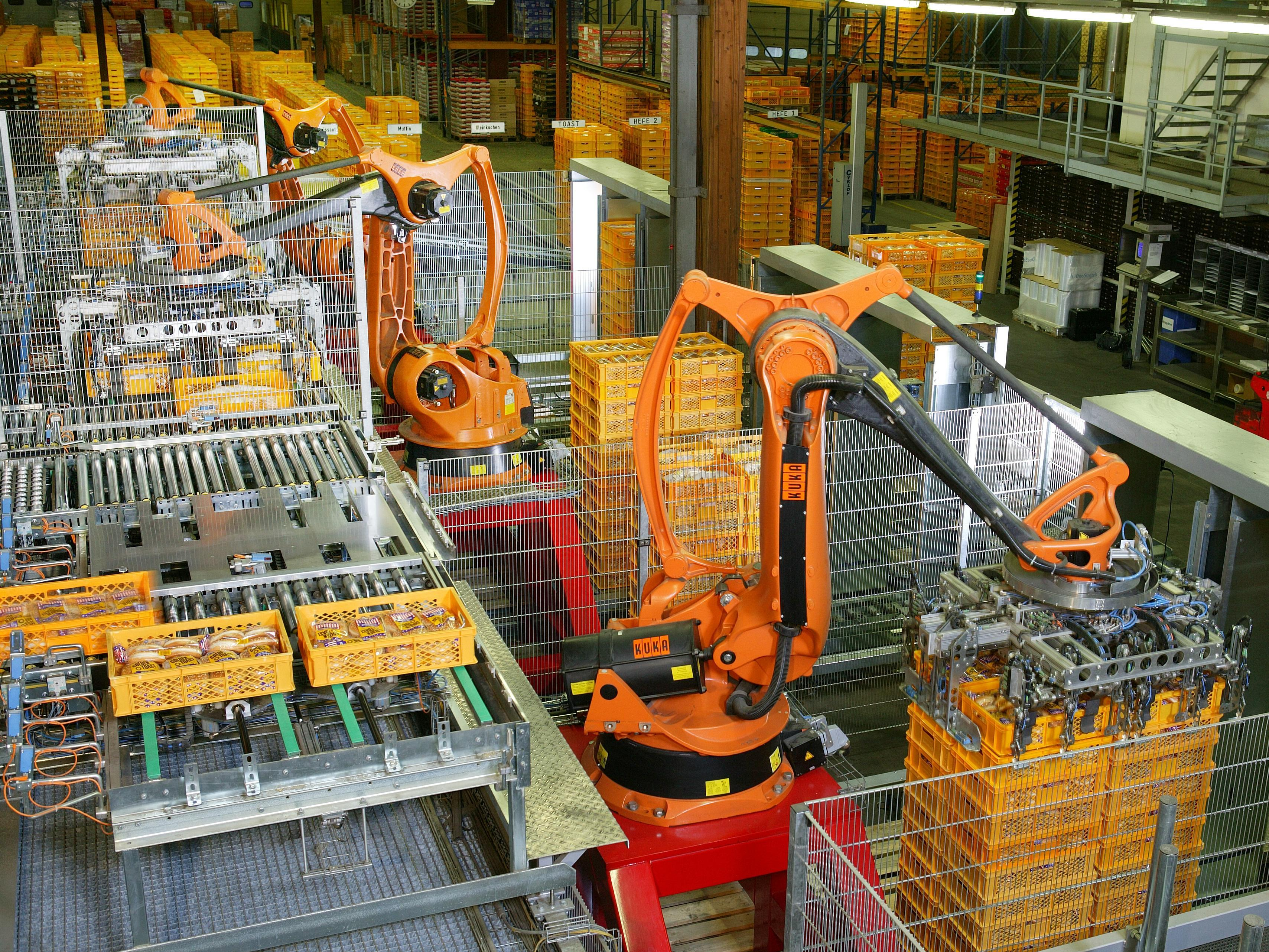
رباتی در نانوایی
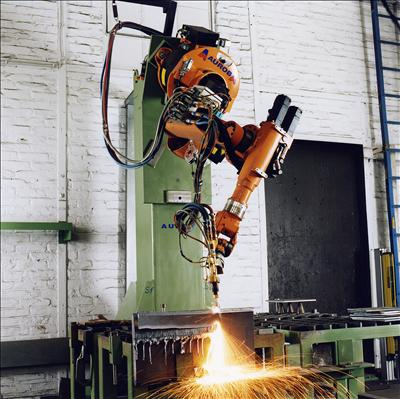
ساخت پل فولادی، برش فولاد
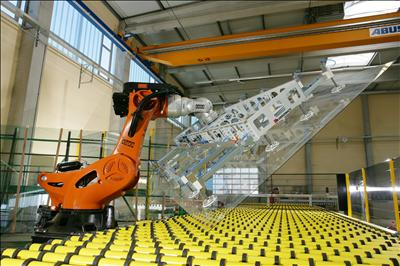
روباتی که شیشه‌ها را جابجا می‌کند
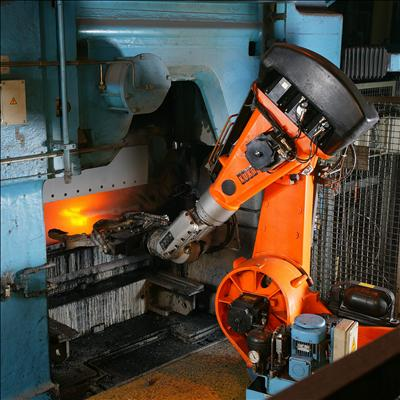
خودکارسازی در یک شرکت، یک ربات مقاوم در برابر حرارت
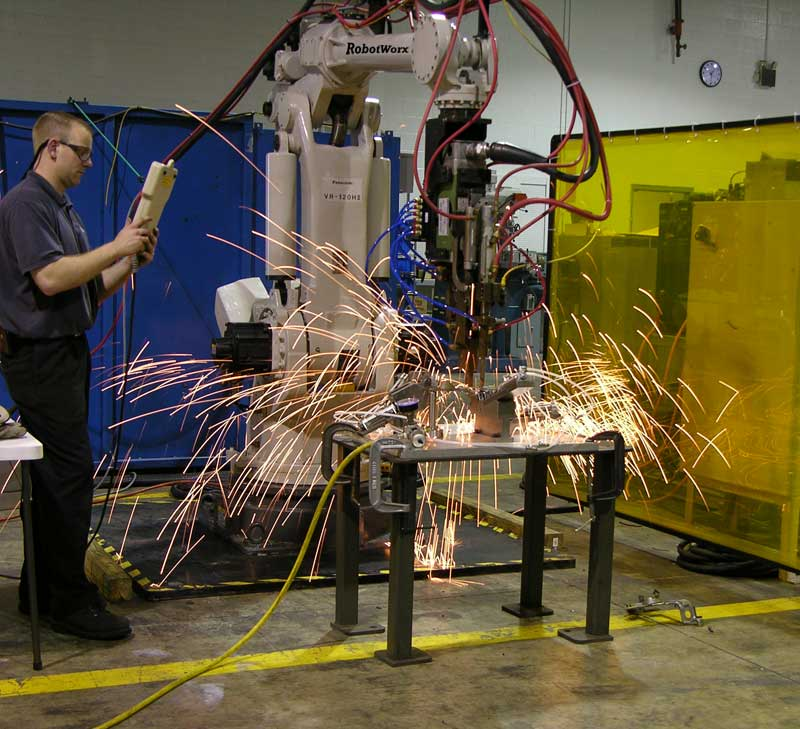
روبات جوشکار

## تعاریف
ربات بندبند (Articulated Robot):
نگاه کنید به شکل. یک ربات بندبند از هر سه مفصل چرخشی برای حرکت در فضا استفاده می‌کند. عموماً مفصل‌ها در یک «زنجیر» قرار دارند. به این صورت که هر مفصل، مفصل دیگری را نگه می‌دارد.
مسیر پیوسته (Continuous Path):
یک طرح کنترل که ورودی‌ها و دستورات به وسیلهٔ آن، همه نقاط طول مسیر مورد نظر را مشخص می‌کنند. مسیر به وسیلهٔ حرکت هماهنگ مفاصل کنترل می‌شود.
درجه آزادی (DOF):
تعداد حرکات مستقلی که نقطه انتهایی ربات می‌تواند به آن برسد
پنجه (Gripper):
دستگاهی برای گرفتن یا نگه داشتن که به سر آزاد آخرین مفصل متصل می‌شود و دست ربات یا «تاثیرگذارنده نهایی»
بار (Payload):
حداکثر بار مقدار وزنی است که ربات قادر است با حفظ دقت با سرعت پایین حمل کند. بار اسمی در حداکثر سرعت و با حفظ دقت اندازه‌گیری می‌شود. این مقادیر به شدت به اندازه و شکل بار وابسته هستند.
چرخه انتخاب کردن و قرار دادن (Pick and Place Cycle):
نگاه کنید به شکل. چرخه انتخاب کردن و قرار دادن زمانی است که ربات می‌تواند دنباله حرکات زیر را انجام دهد (بر حسب ثانیه): یک اینچ به پایین رفته، بار را بردارد، یک اینچ بالا آمده، ۱۲ اینچ به طرفین حرکت کند، یک اینچ پایین بیاید، بار را رها کند، یک اینچ بالا بیاید، و به محل اولیه خود بازگردد.
برد (Reach):
حداکثر فاصله افقی از مرکز پایه ربات تا انتهای مچ.
دقت (Accuracy):
نگاه کنید به شکل. تفاوت بین نقطه ای مورد نظر و نقطه ای که ربات به آن رسیده‌است. دقت مطلق تفاوت بین نقطه ای است که سامانه کنترل ربات در نظر گرفته و نقطه ای که بازوی رباتیک توانسته به آن برسد.
تکرارپذیری (Repeatability): توانایی سامانه یا مکانیزم برای تکرار یک حرکت مشخص یا رسید به یک نقطه مشخص هنگامی که سیگنال‌های کنترلی یکسانی به آن ارسال شود.
قدرت تفکیک (Resolution): کوچکترین واحد حرکتی یا فاصله ای که می‌تواند توسط ربات شناسایی یا کنترل شود.
برنامه ربات:
یک برنامه ارتباطی برای کامپیوترهای IBM و سایر کامپیوترهای سازگار که شبیه‌سازی ترمینال را انجام می‌دهد و یک سری قابلیت کمکی در اختیار می‌گذارد.
سرعت بیشینه (Maximum Speed):
سرعت بیشینه ترکیبی نوک یک ربات در حالتی که مفصل‌های ربات کاملاً بازند و در جهت‌های مکمل هم حرکت می‌کنند.